# Munnogonium erratum
Munnogonium erratum is een pissebed uit de familie Paramunnidae. De wetenschappelijke naam van de soort is voor het eerst geldig gepubliceerd in 1964 door Schultz.